# Gerard II van Cortenbach

Familiewapen
van Cortenbach

Gerard II van Cortenbach te Kunrade  (ca. 1374-1452) was de zoon van Gerard I van Cortenbach heer van Cortenbach (ca. 1342-) en Lisa (Elisabeth) Hoen de Cartils (ca. 1343-).
Hij trouwde in 1403 met Agnes van den Hoven van Karsveld (ca. 1377-). Zij was de dochter van Winrich van den Hoven heer van Karsveld en Maria van Ophem en bracht het Kunderhuis in het huwelijk in. Uit hun huwelijk is geboren:
- Winand van Cortenbach stadhouder en voogd van Valkenburg  (ca. 1408-).
- Johan I van Cortenbach heer van Kunrade en Forsthof en drost van Valkenburg  (ca. 1417-). Hij trouwde met Alix (Aleid) van Huyn en verkreeg bij haar:
  - Lodewijk van Cortenbach heer van Bruijn en stadhouder en voogd van Valkenburg (ca. 1460-1531)
- Agnes van Cortenbach van Kunrade (ca. 1418-).
- Gerard III van Cortenbach van Kunrade  (ca. 1420-).